# 松井祥寛
松井 祥寛（まつい よしひろ、1977年12月26日 - ）は、日本の元ラグビー選手。2016年現在、近畿大学ラグビー部のヘッドコーチを務めている。

## プロフィール
- 大阪府出身[1]。
- ポジションはフランカー(FL)。
- 身長 182cm、体重 95kg
- ニックネームはまっちゃん。
- 関西代表に選ばれたことがある[2]。

## 略歴
1996年、大阪桐蔭高校卒業後、近畿大学に入る。なお大阪桐蔭高校時代、高校日本代表候補に選ばれたことがある。
2000年、近畿大学卒業後、神戸製鋼コベルコスティーラーズに加入。
2008年、現役を引退した。
2014年、近畿大学ラグビー部のヘッドコーチに就任した。